# Pasivní rozhraní (směrovací protokol)
V kontextu dynamických směrovacích protokolů se pasivním rozhraním rozumí rozhraní směrovače, které není určeno pro komutaci směrovacích informací. Na pasivní rozhraní se nezasílají ani hello pakety a případné přijaté hello pakety se nezpracovávají. Pasivními rozhraními se do sítě připojují L2 topologie s koncovými zařízeními sítě.
Smyslem vlastnosti pasivního rozhraní je vedle možného zpřehlednění konfigurace routeru především zamezení možnosti ohrozit správnost směrování v síti, neboť koncové zařízení, jež může být pod kontrolou potenciálního útočníka, se nemůže vydávat se za směrovač. Existuje-li předpoklad, že činnost sítě nikdo nebude sabotovat, označení rozhraní jako pasivních pro správnou funkci sítě není nutné.